# Edvin Crona
Edvin Crona (sinh ngày 25 tháng 1 năm 2000) là một cầu thủ bóng đá người Thụy Điển thi đấu ở vị trí tiền đạo cho Kalmar FF ở Allsvenskan.